# Omeisphaera flavimaculata
Omeisphaera flavimaculata is een keversoort uit de familie bladkevers (Chrysomelidae). De wetenschappelijke naam van de soort werd in 2002 gepubliceerd door Wang in Li & Jin.